# 雙角龍屬
雙角龍屬（學名：Nedoceratops）是角龍亞科恐龍的一屬，是種植食性恐龍，生活於上白堊紀的北美洲。牠的化石是一具保存較差的頭顱骨，是在1905年發現於懷俄明州的蘭斯組。許多年來，雙角龍曾被認為是三角龍的一種，但一個1996年的研究認為雙角龍是一個獨立的屬。雙角龍的學名曾先後為Diceratops、Diceratus，但都被發現被其他動物所使用。在2007年，雙角龍被改名為Nedoceratops。在2010年的一份研究，提出雙角龍的化石是三角龍的接近成年個體，而不是獨立屬，但目前還沒有定論。

## 命名歷史

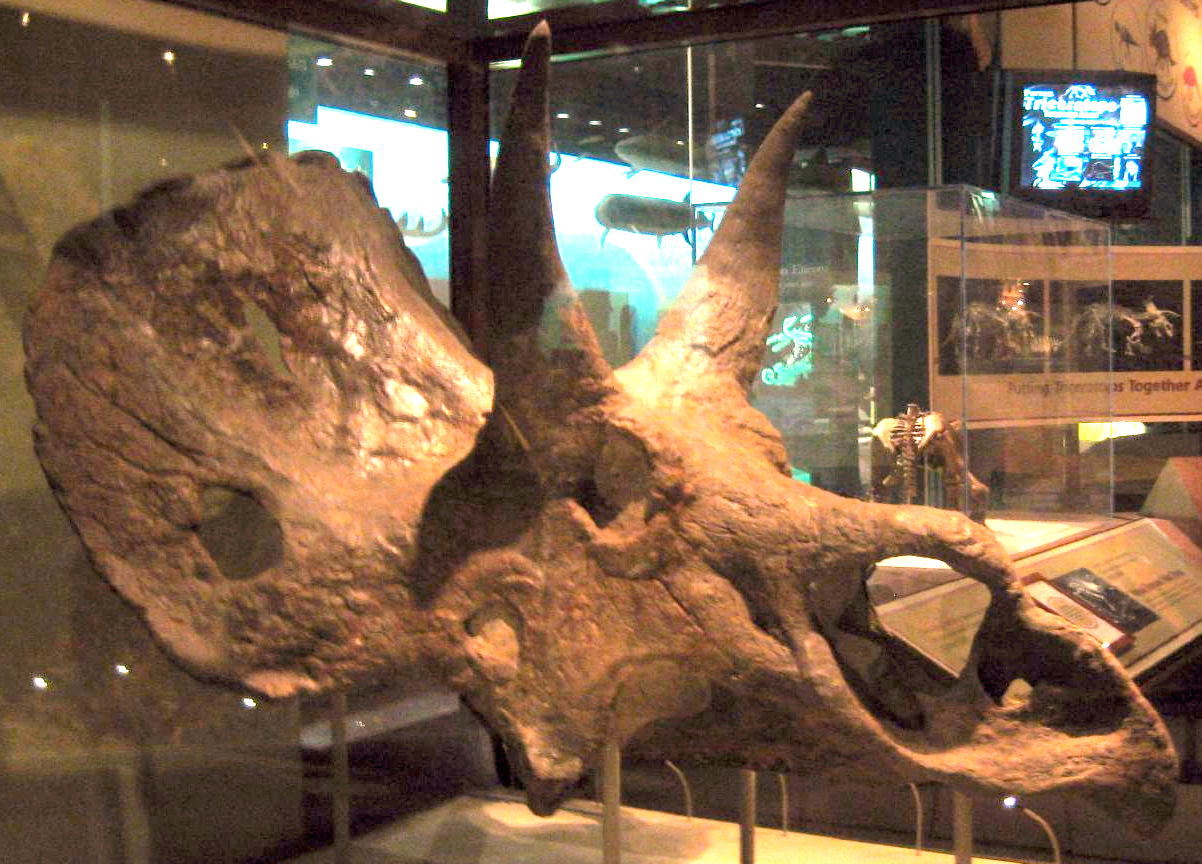
海氏雙角龍的頭顱骨

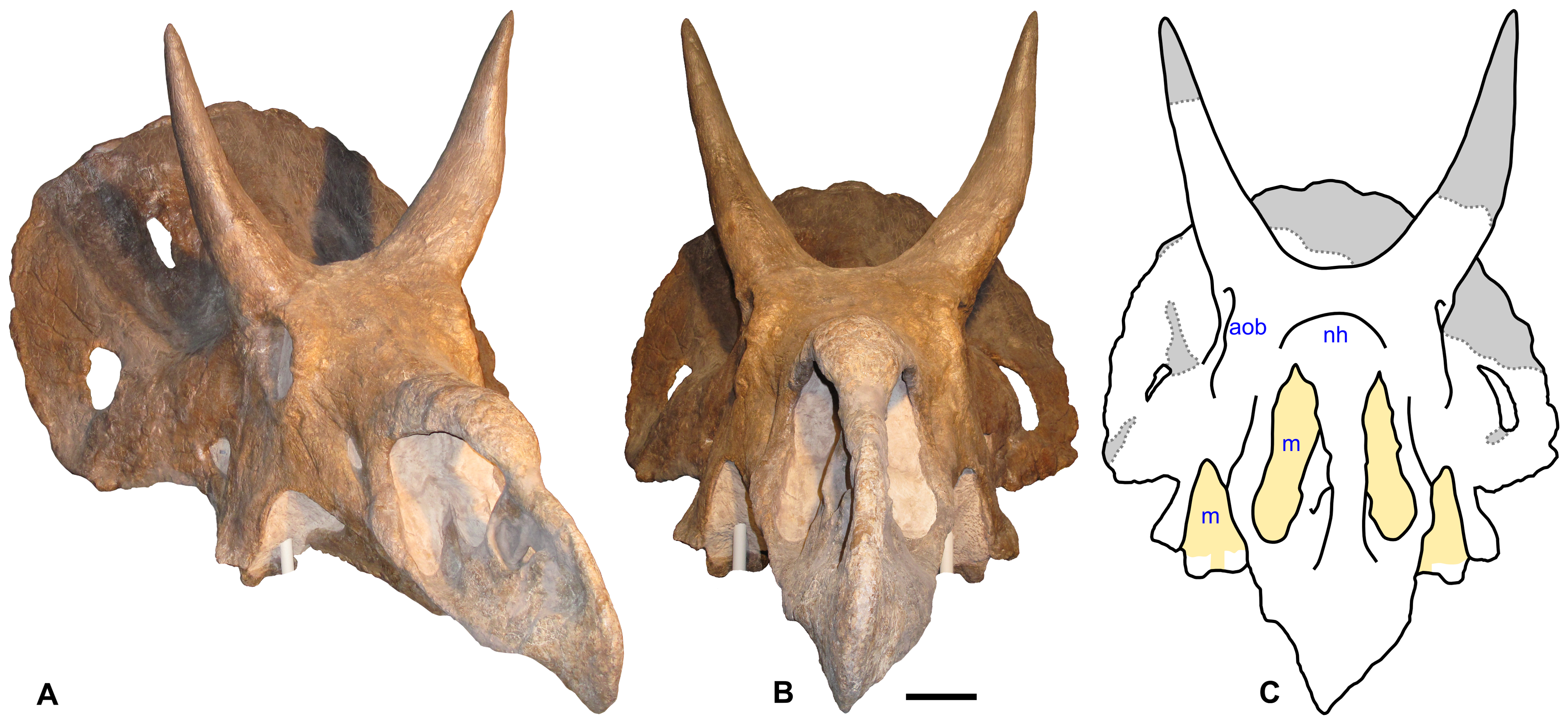
雙角龍的唯一頭顱骨，灰色部位是重建部位

在奧塞內爾·查利斯·馬什的角龍科專題論文中，進行了雙角龍的初步研究。但馬什在1899年逝世，無法完成這份角龍科專題論文。約翰·貝爾·海徹爾（（John Bell Hatcher）在）接手這個論文的三角龍部分，但他在1904年死於斑疹傷寒，也無法完成該論文。隔年，理察·史旺·魯爾（（Richard Swann Lull））將論文的部分完成並出版公佈，並將一個發現於懷俄明州的頭顱骨，命名為'海氏雙角龍（Diceratops hatcheri），屬名意為「兩根角的面孔」。這個研究的大部分完成於海徹爾，魯爾只是將研究完成並出版，他本身並不認為雙角龍有足夠的特徵可以成為獨立屬，而認為其差異主要來自於病理。在1933年，魯爾改變想法，將雙角龍歸類於三角龍的一個亞屬，並將鈍頭三角龍（T. obtusus）歸類於雙角龍，認為後兩者的差異在於年齡大小。
因為某種膜翅目昆蟲已優先使用「Diceratops」這個屬名，雙角龍必須重新命名。在2007年，Andrey Sergeyevich Ukrainsky注意到雙角龍的命名問題，於是將雙角龍的屬名改名為「Nedoceratops」，意為「不足夠的有角面孔」，意指牠們缺乏鼻角。但在2008年，奧克塔維奧·馬特烏斯（Octávio Mateus）在不知道這個重新命名的狀況下，也將雙角龍重新命名為「Diceratus」。由於Ukrainsky的改名時間較早，具有優先權，而Diceratops、Diceratus都成為次異名。

## 描述
雙角龍的化石只有一具頭顱骨（編號USNM 2412）。如同海徹爾所研究的其他三角龍頭顱骨，都是在1891年由馬什發現於美國懷俄明州東部奈厄布拉勒郡。表面上，雙角龍類似三角龍，但詳細研究下發現牠有一些奇特的地方。牠的鼻端上（三角龍的鼻角位置）只有一個圓隆起部，而枕骨上的額角幾乎是筆直的。與其他三角龍頭顱骨比較，雙角龍的頭顱骨較大，但面部較短。不像三角龍，雙角龍的頭盾有大型洞孔。牠們有一些特徵可能是因病變所致，但另外一些卻有可能是遺傳的特徵。

## 分類
目前模式種是海氏雙角龍（N. hatcheri）。雙角龍屬於角龍亞目，角龍亞目恐龍是群植食性恐龍，擁有類似鸚鵡的喙狀嘴，生存於白堊紀的北美洲與亞洲。所有的角龍類恐龍在白堊紀末期滅絕。
有幾個學者都認為雙角龍可能是三角龍的直系祖先，或是其最近的近親。在傑克·霍納（John R. Horner）與約翰·斯堪那拉（John B. Scannella）的2010年研究中，除了提出牛角龍是三角龍的成年個體，也提出雙角龍是兩者之間的過渡階段。他們是根據頭顱骨的鱗狀骨、頸盾緣骨突的形狀，以及頭盾有初步的洞孔。雙角龍的唯一頭顱骨，其實是三角龍從短頭盾、無洞孔，演化至長頭盾、雙洞孔的某個年齡階段。他們並提出雙角龍缺乏鼻角，因在化石化過程中遺失了。在2011年，Andrew Farke對此提出反對意見，認為這個頭顱骨有一定年齡、有足夠差異，應該是獨立屬。

## 食性
如同所有角龍類恐龍，雙角龍是植食性恐龍。在白堊紀期間，開花植物的地理範圍有限，所以雙角龍可能以當時的優勢植物為食，例如：蕨類、蘇鐵、針葉樹。牠們可能使用銳利的喙狀嘴咬下樹葉或針葉。

## 外部連結
- 恐龍博物館——雙角龍
- 各種恐龍族系的簡介
- 雙角龍的基本資料 （页面存档备份，存于） - DinoData
- Diceratops hatcheri （页面存档备份，存于） at DinoData